# Vladimir Lučić (football)
Pour les articles homonymes, voir Lučić.
Vladimir Lučić, né le 28 juin 2002 à Belgrade, est un footballeur international serbe qui évolue au poste d'ailier à l'Étoile rouge de Belgrade.

## Biographie

### Carrière en club
Né à Belgrade en Serbie, Vladimir Lučić est formé par l'Étoile rouge, il commence sa carrière professionnelle en prêt avec le Grafičar Belgrade en championnat de Serbie de deuxième division lors de la saison 2019-2020.
Il enchaine ensuite avec deux saisons en prêt avec l'IMT Belgrade toujours en deuxième division,.
Après avoir fait ses débuts avec l'équipe première de l'Étoile rouge, il est prêté au FK Čukarički en première division lors de la saison 2022-2023. 
De retour au Red Star après un prêt réussi, il s'illustre rapidement avec le club de Belgrade, marquant ses premiers buts en amical puis en championnat.

### Carrière en sélection
Lučić est international avec l'équipe de Serbie des moins de 20 ans et avec les espoirs.
En janvier 2023, Lučić est convoqué pour la première fois avec l'équipe senior de Serbie. Il honore sa première sélection le 26 janvier 2023, à l'occasion d'un match amical contre les États-Unis. Il est titulaire lors de la victoire 2-1 de son équipe,.